# Fort Sutter
Fort Sutter était un centre agricole et commercial du XIXe siècle de l'ancienne province de Haute-Californie.

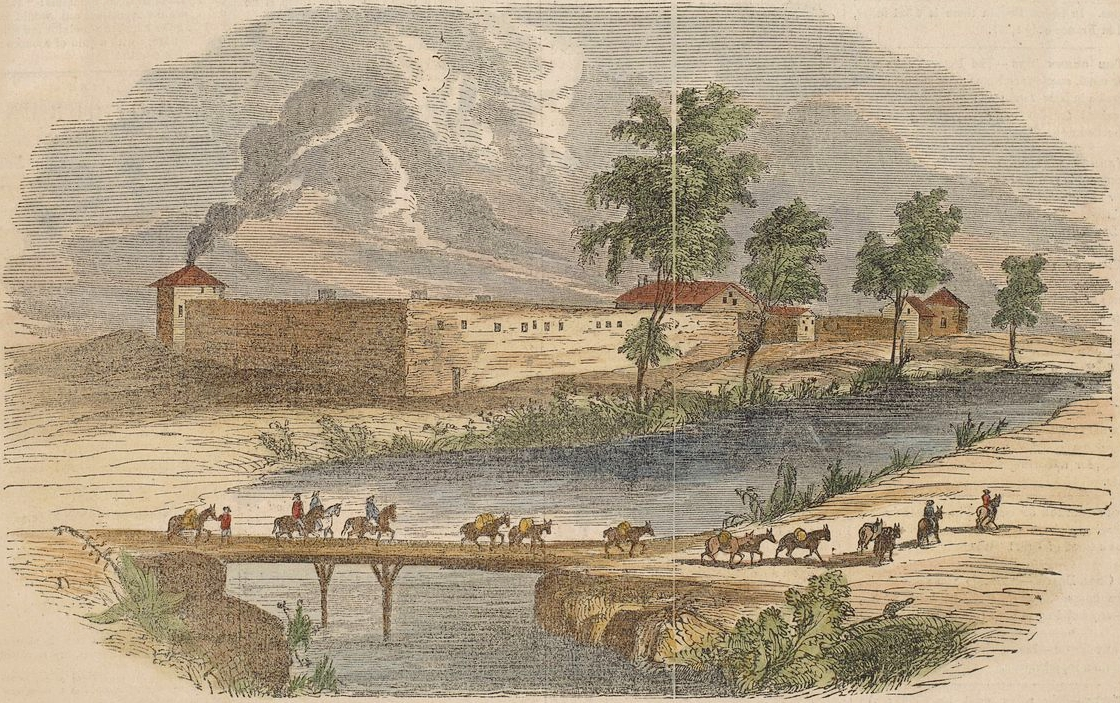
Fort Sutter vers 1840.

Il a été établi vers 1839 par l'immigrant d'origine suisse John Sutter (1803-1880) et la colonie s'appelait à l'origine New Helvetia (Nouvelle-Helvétie).
L'histoire de Fort Sutter, situé sur la piste de la Californie, est liée à la ruée vers l'or et à la fondation de la ville de Sacramento.
Le site de Fort Sutter est classé en tant que parc historique d'État.